# Гигантский белый медведь
Гигантский белый медведь (лат. Ursus maritimus tyrannus) — вымерший подвид современного белого медведя. Отличался значительно более крупными размерами (до 4 метров в длину и 1,2 тонны веса).
Единственная локтевая кость гигантского белого медведя найдена в плейстоценовых отложениях Великобритании. По образу жизни, вероятно, занимал промежуточное положение между бурым и современным белым медведем, приспособившись к охоте на крупных млекопитающих в условиях оледенения. Предполагается, что он вымер в связи с недостатком пищи к концу оледенения.

## В культуре
В опубликованном в США в 2007 году фантастическом романе Дэна Симмонса «Террор», посвящённом трагической судьбе полярной экспедиции Джона Франклина (1845—1848), красочно описан персонаж эскимосских мифов Туунбак — гигантский медведь-людоед длиной 4 метра и свыше тонны весом.